# NRSソーシャルグレード
NRSソーシャルグレードとは、 英国で使用されている人口統計学的分類システムである。 もともとは読者を分類するためにNational Readership Survey(NRS)によって作成されたが、現在では他の多くの組織でより広い用途に使用され、市場調査の標準となっている。また、50年以上前に開発され、20世紀のイギリスで普及した。これらの定義は現在、市場調査協会によって維持されている。
ソーシャルグレードの際立った特徴は、職業に基づいていることである。

## グレード
分類は、世帯主の職業に基づいている。
| グレード | 社会階級       | 主たる収入者の職業                                                         | 2008年の割合 | 2016年の割合 |
| -------- | -------------- | -------------------------------------------------------------------------- | ------------ | ------------ |
| A        | 上位中産階級   | 上級管理職、事務職、専門職                                                 | 4％          | 4％          |
| B        | 中産階級       | 中間管理職、事務職、専門職                                                 | 23％         | 23％         |
| C1       | 下位中産階級   | 監督、事務、下級管理職、事務職、専門家                                     | 29％         | 28％         |
| C2       | 熟練労働者階級 | 熟練した肉体労働者                                                         | 21％         | 20％         |
| D        | 労働者階級     | 半熟練および未熟練の肉体労働者                                             | 15％         | 15％         |
| E        | 非労働者       | 州の年金受給者、非正規および下級職員の労働者、州の給付金のみで失業中の人物 | 8％          | 10％         |

このグレードはしばしばABC1とC2DEのグループに分けられる。これはそれぞれ中産階級と労働者階級に相当するものとみなされている。 英国の人口では約2％のみが上流階級とされており、このグループは分類体系によって分離されてはいない。